# Dorel Zugrăvescu
Dorel Zugrăvescu (25 tháng 11 năm 1930 - 20 tháng 11 năm 2019) là một nhà địa vật lý người România, được bầu làm viện sĩ thông tin của Viện hàn lâm România năm 1991, và là thành viên danh dự của Viện Hàn lâm Khoa học Moldova. Ông sinh ra ở Râmnicu Vâlcea, và qua đời tại Constanța, thọ 88 tuổi.

## Nghiên cứu
Ông tốt nghiệp Viện Mỏ Bucharest (Institutul de Mine București), Khoa Địa vật lý (1948-1954). Ông trở thành tiến sĩ khoa học, với chuyên ngành địa vật lý, tại Đại học Bucharest, với luận án "Contributions to the geodynamic study of the Romanian territory" (Contribuții la studiul geodinamic al teritoriului României), năm 1985, và có bằng tiến sĩ khoa học, chuyên ngành y học thay thế, vào năm 1987.

## Hoạt động chuyên môn
Ông bắt đầu công việc nghiên cứu với vai trò nghiên cứu sinh tại Institutul de Fizică (1955–1965), tiếp đó là vai trò nghiên cứu sinh chính tại Centrul de Cercetări Geofizice al Academiei Române (1965–1968), trưởng phòng thí nghiệm tại Phòng thí nghiệm Địa động lực học, của Centrul de Cercetări Geofizice al Academiei Române (1968–1970), tại Đài thiên văn Bucharest ở Bucharest (1970–1977), tại Centrul de Fizica Pământului (1977–1990), Nghiên cứu viên chính thứ nhất; Giám đốc của Institutul de Geodinamică [Sabba S. Ștefănescu] al Academiei Române (từ năm 1990).
Từ năm 1977, ông làm phó giáo sư tại Khoa Địa vật lý tại Đại học Bucharest, và từ năm 1990, ông là tiến sĩ giám sát trong ngành Vật lý, chuyên về Vật lý toàn cầu.